# 百花文學
百花文學是1956年至1957年的百花齊放、百家爭鳴期間出現的中華人民共和國文學作品。此時該國的文學界出現一股創作小高潮。百花文學的小說大多為短篇。百花文學內容上分為兩類，一類是探索現實生活問題，這些以《在桥梁工地上》、《组织部新来的青年人》為代表。另一類是表達個人內心情感，這些以《紅豆》、《西苑草》為代表。